# 정제식품
정제식품은 가공, 도정 등을 통하여 불순물과 색소, 속꺼풀 따위를 제거한 식품을 말한다.
정제 식품에는 흰 설탕, 흰 밀가루, 흰 조미료, 흰 소금 등이 있다.